# Berliet GDM
Die Typenbezeichnung Berliet GDM bezeichnet zwei völlig verschiedene Modelle des französischen Kraftfahrzeugherstellers Berliet in Lyon, die außer dem Namen nichts gemeinsam hatten.

## Berliet GDMG von 1927–29
Im Archiv von Berliet ist ein Typ Berliet GDMG mit folgenden Parametern verzeichnet: Lkw mit einer Nutzlast von 3,5 Tonnen, Eigengewicht des Fahrgestells 3900 kg. Angetrieben wurde das Fahrzeug von dem vom Berliet CBA bekannten Vierzylindermotor mit einer Bohrung von 110 und einem Hub von 140 mm, woraus sich ein Hubraum von 5322 cm³ errechnet. Allerdings war dieser Motor auf Holzgas-Betrieb eingestellt, worauf das letzte G in der Typenbezeichnung hinweist. Das Fahrzeug war mit 14 Steuer-PS eingestuft; über die effektive Höchstleistung, die bei 1200/min abgegeben wurde, fehlen jegliche Angaben, sie dürfte bei etwa 30 PS gelegen haben. Das Getriebe hatte 4 Vorwärtsgänge und einen Rückwärtsgang. Die allgemeine Betriebserlaubnis wurde am 24. Dezember 1927 erteilt. Das Fahrzeug hatte bereits Luftreifen. Irgendwelche Angaben zu vergebenen Chassisnummern oder gebauten Stückzahlen fehlen bei Berliet, indessen ist an anderer Stelle berichtet, dass 22 Stück 1928 und 76 Stück 1929 an die französische Armee geliefert wurden. Möglicherweise wurden die Fahrzeuge ausschließlich an die Armee, was Berliet zum Anlass nahm, die Typenbezeichnung für den zivilen Markt später neu zu vergeben.

## Berliet GDM ab 1934

### Allgemeines
Die Fahrzeuge waren allesamt Langhauber, hatten ein Getriebe mit vier Vorwärtsgängen und einem Rückwärtsgang und eine angetriebene Hinterachse (4×2). Die Nutzlast wird einheitlich mit 7,5 Tonnen angegeben. Von einigen Untertypen gab es ab 1938 eine modernisierte Variante mit der Zusatzbezeichnung "m38".
Die Fahrzeuge wurden mit ganz wenigen Ausnahmen nur für den Zivilgebrauch in den Jahren 1933 bis 1939 gebaut. Einige mögen bei Ausbruch des Zweiten Weltkrieges vom französischen Militär requiriert worden sein. Drei Stück wurden im April 1940 an die französische Armee geliefert. Einzelne der hier behandelten Typen und Varianten gelangten auch in den Besitz der deutschen Wehrmacht bzw. des Nationalsozialistischen Kraftfahrkorps (NSKK).
Vom Berliet GDM 10 sollen nach einer Quelle von 1934 bis 1953 über 7.000 Stück gebaut worden sein, ohne dass diese Angabe näher nach Jahren und/oder Typen spezifiziert wäre. Wahrscheinlich werden hier alle Berliet GBM gemeint, wobei möglicherweise der Berliet GBM 10 vor allem in der Nachkriegszeit die hauptsächlich gebaute Variante war.

### Berliet GDM
Der Radstand des GDM wird mit wahlweise 4,45, 5,26 oder 5,61 m angegeben, die Spur vorne mit 1,904 und hinten mit 1,806 m. Folgende Varianten sind genannt:
GDM 7: 7-Liter-Vierzylinder-Dieselmotor Typ MDBR (Bohrung x Hub 120 × 160 mm = 7238 cm³ Hubraum, 19 Steuer-PS, unbekannte effektive Leistung bei 1400/min), allgemeine Betriebserlaubnis März 1934. Gebaut wurden 85 Stück 1934, 16 Stück 1935, 46 Stück 1936, 56 Stück 1937, 64 Stück 1938 und 53 Stück 1939.
GDM 8: 8-Liter-Sechszylinder-Dieselmotor Typ MDCW (Bohrung × Hub 110 × 150 mm = 8553 cm³ Hubraum, 23 Steuer-PS, effektive Leistung nicht genannt bei 2000/min), allgemeine Betriebserlaubnis Oktober 1936. Gebaut wurden 16 Stück 1936, 122 Stück 1937, und 74 Stück 1938.
GDM 10: 10-Liter-Sechszylinder-Dieselmotor Typ MDE (Bohrung × Hub 120 × 160 mm = 10.857 cm³ Hubraum, 29 Steuer- und 100 effektive PS bei 1600/min), allgemeine Betriebserlaubnis Februar 1934. Gebaut wurden 66 Stück 1934, 34 Stück 1935, weitere 64 Stück 1935 und 84 Stück 1936.
GDM 12: 12-Liter-Sechszylinder-Dieselmotor Typ MDH (Bohrung × Hub 130 × 160 mm = 12.742 cm³ Hubraum, 34 Steuer- und 105 effektive PS bei 1600/min), allgemeine Betriebserlaubnis Februar 1935. Gebaute Anzahl nicht genannt.
GDM 30: Sechszylinder-Ottomotor Typ MKU 110 (Bohrung × Hub 110 × 140 mm = 7983 cm³ Hubraum, 30 Steuer-PS, effektive Höchstleistung ca. 100 PS bei 2200/min), allgemeine Betriebserlaubnis Juli 1935 Gebaute Anzahl unbekannt.
GDMG 10: Sechszylinder-Holzgasmotor Typ MPEG (Bohrung × Hub 120 × 160 mm = 10.857 cm³ Hubraum, 29 Steuer-PS, effektive Leistung 95 PS bei 2000/min), Datum der allgemeinen Betriebserlaubnis Februar 1939. Gebaut wurden 47 Stück 1939, 13 Stück 1935, 5 Stück 1936 und 30 Stück 1937.
GDMG 21: Sechszylinder-Holzgasmotor Typ MKU110G (Bohrung × Hub 110 × 140 mm = 7983 cm³ Hubraum, 21 Steuer-PS, effektive Höchstleistung unbekannt bei 2200/min), allgemeine Betriebserlaubnis Mai 1935. Gebaut wurden 10 Stück 1935, 5 Stück 1936, 6 Stück 1937 und 10 Stück 1938.

### Berliet GDM m.38
Der Berliet GDM wurde 1938 modernisiert: der Radstand betrug jetzt wahlweise 5,00 oder 5,80 m, die Breite 2,50 m. Folgende Varianten sind genannt:
GDM 7 m.38: 7-Liter-Vierzylinder-Dieselmotor Typ MDB3R (Bohrung × Hub 120 × 160 mm = 7238 cm³, 19 Steuer- und 80 effektive PS bei 1700/min), allgemeine Betriebserlaubnis Juli 1938 Gebaut wurden 103 Stück 1938 und 186 Stück 1939.
GDM 8 m.38: 8-Liter-Sechszylinder-Dieselmotor Typ MDC3C (Bohrung × Hub 110 × 150 mm = 8553 cm³, 23 Steuer- und 115 effektive PS bei 1800/min), allgemeine Betriebserlaubnis Juni 1938, gebaute Stückzahlen bei GDL 7 m.38 mit enthalten.
GDMG 21 m.38: Sechszylinder-Holzgasmotor Typ MKU110G (Bohrung × Hub 110 × 140 mm = 7983 cm³, 21 Steuer-PS, effektive Höchstleistung unbekannt bei 2000/min), allgemeine Betriebserlaubnis Oktober 1938 Gebaute Anzahl unbekannt: Möglicherweise wurde die Variante nur angeboten, aber nicht gebaut.

### Berliet GDME
Folgende Varianten sind bekannt:
GDME: Motor wie GDM 10, Radstand 5,00 oder 5,80 m, Länge 8,00 oder 9,07 m, allgemeine Betriebserlaubnis Februar 1939 Gebaute Anzahl unbekannt.
GDMEK: Motor wie GDM 10, Radstand 4,46 oder 5,27 m, Länge 8,03 oder 9,125 m, allgemeine Betriebserlaubnis September 1939 Gebaute Anzahl unbekannt.

### Berliet GDMK
Der Berliet GDMK hatte einen Radstand von 4,52 oder 5,33 m, eine Länge von 7,675 oder 8,775 m und eine Breite von 2,35 m. Es gab folgende Varianten:
GDMK 7:7-Liter-Vierzylinder-Dieselmotor Typ MDBR (Bohrung × Hub 120 × 160 mm = 7238 cm³, 19 Steuer-PS, unbenannte Höchstleistung bei 1800/min), allgemeine Betriebserlaubnis November 1936. Gebaut wurden 1 Stück 1936, 6 Stück 1937 und 10 Stück 1938.
GDMK 8:8-Liter-Sechszylinder-Dieselmotor Typ MDCW (Bohrung × Hub 110 × 150 mm = 8553 cm³, 23 Steuer-PS, unbenannte Höchstleistung bei 2000/min), allgemeine Betriebserlaubnis April 1937 Gebaut wurden 10 Stück 1937, 15 Stück 1938 und 7 Stück 1939.
GDMK 10: Radstand wahlweise 4,05 oder 5,02 m, Länge 7,55 oder 9,04 m, 10-Liter-Sechszylinder-Dieselmotor Typ MDE (Bohrung × Hub 120 × 160 mm = 10.857 cm³ Hubraum, 29 Steuer- und 100 effektive PS bei 1600/min), allgemeine Betriebserlaubnis August 1936. Gebaute Stückzahl nicht überliefert, vielleicht blieb es bei einem Prototyp.
GDMK 7 m.38: Radstand 4,46 oder 5,27 m, Länge 7,37 oder 9,035 m und Breite 2,50 m, sonst Maße wie oben; 7-Liter-Vierzylinder-Dieselmotor Typ MDB3R (Bohrung × Hub 120 × 160 mm = 7238 cm³, 19 Steuer-PS, 80 effektive PS bei 1700/min), allgemeine Betriebserlaubnis Oktober 1938. Stückzahlen sind nicht überliefert, möglicherweise beim GDMK 7 mit enthalten.
GDMK 8 m.38: Radstand wie GDMK7 m.38, Länge 8,03 oder 9,195 m, Breite 2,50 m; 8-Liter-Sechszylinder-Dieselmotor Typ MDC3W (Bohrung × Hub 110 × 150 mm = 8553 cm³, 23 Steuer-PS, 115 effektive PS bei 1700/min), allgemeine Betriebserlaubnis Oktober 1938. Stückzahlen sind nicht überliefert, möglicherweise beim GDMK 8 mit enthalten.

### Originalquellen
Eine Publikation, in der alle vor 1945 gebauten Berliet-Typen individuell abgehandelt wären, gibt es nicht. Neben der unten erwähnten Literatur wurde auf folgende in der Fondation Berliet verwahrte Originalunterlagen zurückgegriffen:
- "Fiches des Mines": Es handelt sich um die Unterlagen zur Erteilung einer allgemeinen Betriebserlaubnis, hierfür ist in Frankreich der "Inspecteur des mines" sachlich zuständig. Diese Unterlagen sind chronologisch geordnet und nummeriert. Nicht zu jedem Typ bzw. Variante gibt es entsprechende Unterlagen, teils, weil sie wohl als Untervarianten eines Typs verstanden wurden, für den eine gesonderte Erlaubnis nicht erforderlich war, teils wohl, weil diese Unterlagen im Laufe der letzten 100 Jahre verlorengegangen sind. Bei Militärtypen gibt es Hinweise, dass eine Betriebserlaubnis direkt durch militärische Dienststellen erfolgte, was entsprechende "fiches des mines" überflüssig machte. Die Quellenbezeichnung lautet: "Fiches No...."
- "Etat des véhicules utilitaires et autobus declares aux mines depuis 1920", eine 15-seitige Zusammenstellung vom 1. Dezember 1941, enthält insbesondere die reservierten Chassisnummernbänder, die jedoch vielfach nicht vollständig ausgeschöpft wurden, einige Typen bzw. Varianten werden nicht erwähnt, Quellenbezeichnung lautet: "Etat S..."
- "Nombre de véhicules construits de 1930 à 1942", siebenseitige Zusammenstellung der zwischen 1930 und 1942 gebauten Stückzahlen an Nutzfahrzeugen, erstellt wohl 1943, erste Seite teilweise irreparabel verderbt, teilweise werden mehrere Typen bzw. Varianten zusammengefasst, Quellenbezeichnung lautet: "Nombre S...."

### Sonstige Literatur
- Monique Chapelle: Berliet. 1. Auflage. EMCE, Saint-Chamond 2016, ISBN 978-2-35740-049-8.
- Christophe Puvilland: Berliet 1905–1978, toute la gamme omnibus, autocars, autobus et trolleybus. 1. Auflage. histoire&collections, Paris 2008, ISBN 978-2-35250-059-9.
- François Vauvillier: Tous les Berliet militaires 1914–1940, vol.1: les camions. histoire&collections, Paris 2019, ISBN 978-2-35250-496-2.